# 邱家湾耶稣圣心堂
邱家湾耶稣圣心堂是位于中国上海市松江区中山街道方塔北路邱家湾10号的一座天主教堂，是松江区最早的天主教堂。

## 歷史
明萬曆年間，神父畢方濟在松江為179名信徒施洗入教。後於邱家灣建立松江首座教堂，清順治二年（1645年）徐光啟孫女許徐甘第大將該堂擴建為天主教聖堂。
雍正年間，因雍正禁教而被拆除。同治十年（1871年）發還遺址。同治十三年二月二十三日（1874年4月9日）建成新堂。外觀為中西結合式建築，呈十字形，內部宮殿式，可容千人。是年，成立松江邱家灣總鐸區，為總鐸座堂。
光緒十二年二月初二（1886年3月7日）及光緒十二年二月初五（1886年3月10日）教會因和參觀教堂的應考童生發生衝突，扣留部分童生，引起考生與當地民眾義憤，搗毀並焚燒堂內聖物及附屬學校，史稱“邱家灣教案”。松江府知府恩興、江南提督李朝斌調兵彈壓，賠3萬兩銀修復教堂，並在南匯縣城撥地供教會建堂。
1966年文化大革命爆发，邱家湾天主堂被迫关闭，并被松江县教师进修学校印刷厂占用。1992年上海教区收回了教堂，次年重新开放。1995年7月10日，被公布为松江县文物保护单位。